# 伪装者合唱团
偽裝者合唱團（英語：Pretenders），是於1978年於英國赫里福德成立的搖滾樂隊。樂隊初時成員包括有Chrissie Hynde（主唱，節奏結他手）、James Honeyman-Scott（主音結他手，伴唱）、Pete Farndon（低音結他手，伴唱）、Martin Chambers（鼓手，伴唱）。

## 樂隊歷史

### 樂隊成立初期（1978 - 1982）
The Pretenders樂隊初期由主唱兼節奏結他手Chrissie Hynde、主音結他手James Honeyman-Scott、低音結他手Pete Farndon和鼓手Martin Chambers4人組合而成。